# Narycia euctena
Narycia euctena är en fjärilsart som beskrevs av Turner 1927. Narycia euctena ingår i släktet Narycia och familjen säckspinnare. Inga underarter finns listade i Catalogue of Life.